# Vodojem (Poděbrady)
Vodojem v Poděbradech je funkcionalistická stavba postavená v letech 1929–1930 podle návrhu architekta Františka Jandy. Nachází se na východním okraji města v sadech S. K. Neumanna. Tato technická stavba je od roku 2010 chráněna jako kulturní památka České republiky.

## Historie

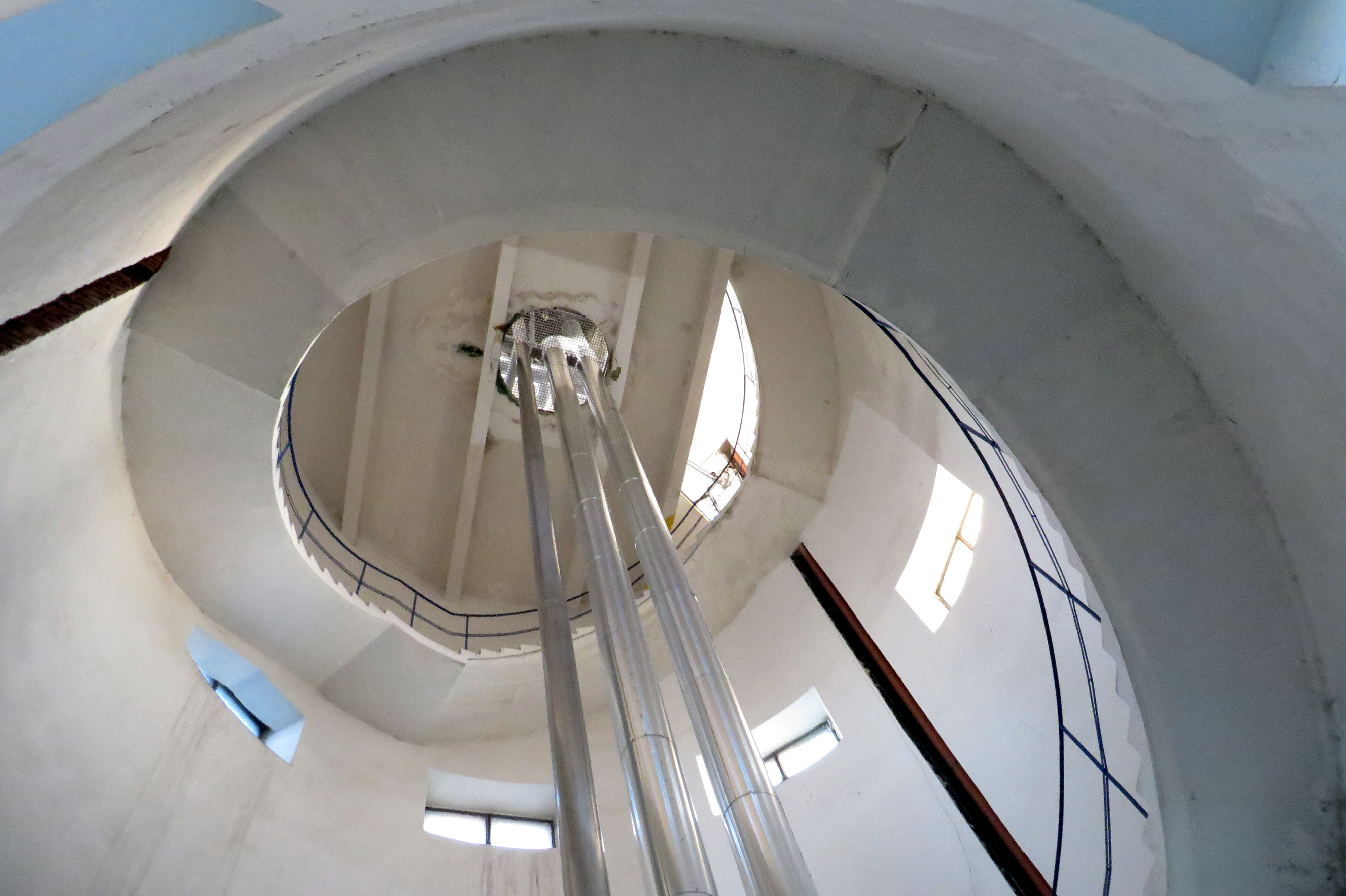
Interiér vodojemu

Vodojem byl postaven v letech 1929–1930 v rámci budování nové vodovodní sítě. Stavbu financovalo město Poděbrady. Zatímco projekt vodovodu a vodárny vytvořil roku 1922 Jan Vladimír Hráský, samotnou vodárenskou věž navrhl architekt František Janda.

## Popis

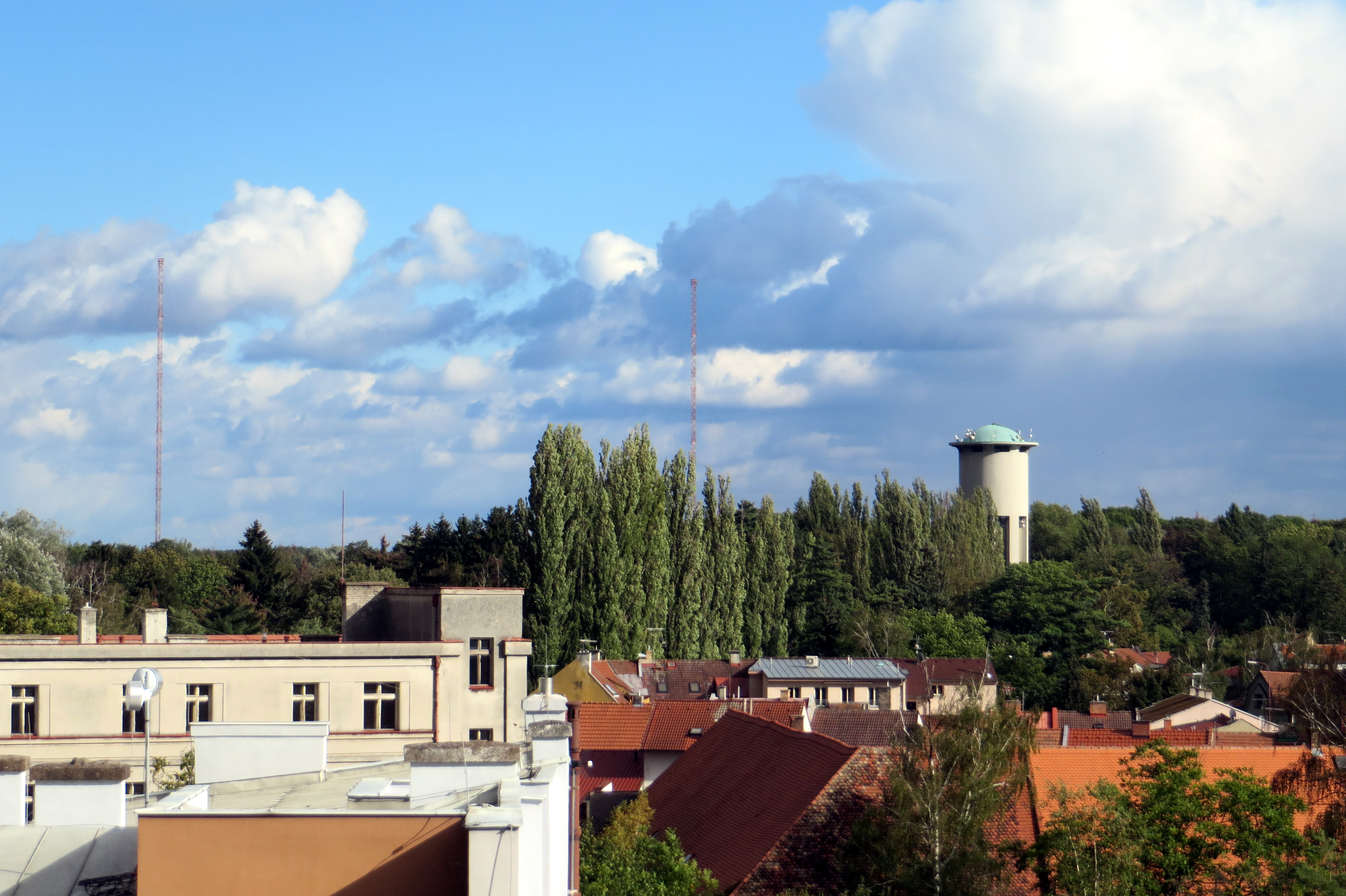
Vodojem při pohledu z Riegrova náměstí. V pozadí stožáry radiotelegrafní vysílací stanice

Věžový vodojem má průměr 10 metrů a výšku 45 metrů. Ve spodní části je rozšířen o kruhovou krytou kolonádu. Nádrž vodojemu o obsahu 470 m³ vody je umístěna ve výšce 30 metrů. Ve spodní části se nachází odželezovací stanice s podzemním vodojemem a strojovna.